# 楊津
楊 津（よう しん、469年 - 531年）は、北魏の官僚・軍人。字は羅漢、または延祚。本貫は恒農郡華陰県。兄は楊播・楊椿ら。

## 経歴
楊懿の五男として生まれた。11歳で侍御中散を初任とした。ときに孝文帝は幼く、文明太后が臨朝称制して北魏の朝政を取り仕切っていた。楊津は帝のそばに控えて長い間警護していたが、咳を我慢して血を吐き、衣の袖に隠した。太后が音を聞きつけたが、楊津が会おうとしないので、その理由を問い質して本当のことを話させた。楊津はその実直さが知られて、符璽郎中に転じた。楊津は禁中に身を置いていたため、外で交遊しようとせず、一族や姻戚とすら滅多に会うことはなかった。ただ司徒の馮誕とのみ、親しくつきあった。
振威将軍に転じ、監曹奏事令を兼ねた。さらに直寝となり、太子歩兵校尉に転じた。494年（太和18年）、孝文帝が南征の軍を発すると、楊津は都督征南府長史となり、懸瓠まで進軍すると、直閤将軍の号を加えられた。495年（太和19年）、孝文帝に従って淮水を渡った。馮誕が死去したため、楊津は孝文帝の命を受けて馮誕の柩を洛陽へと送った。直閤のまま、長水校尉に転じた。501年（景明2年）、宣武帝が邙山に出遊し、楊津も陪従したが、咸陽王元禧の反乱計画が発覚したため、華林に入った。このとき直閤のうちで元禧の反乱計画に加担していた者が半数に及んでいたため、宣武帝の責めを受けた。楊津は左中郎将となり、直閤のまま驍騎将軍に転じた。後に征虜将軍・岐州刺史として出向した。母が死去したため、辞職して喪に服した。
515年（延昌4年）、右将軍・華州刺史として再び起用された。後に洛陽に召還されて北中郎将となり、河内郡太守を兼ねた。霊太后に嫌われて平北将軍・肆州刺史に左遷された。さらに平北将軍のまま并州刺史に転じた。後に洛陽に召還されて、右衛将軍の号を受けた。
525年（孝昌元年）、散騎常侍の位を加えられた。まもなく本官のまま行定州事をつとめた。六鎮の乱が河北に波及して、旧都の平城まで迫っていたため、楊津は安北将軍の号を加えられ、仮の撫軍将軍となり、北道大都督・右衛に任じられた。まもなく左衛に転じ、撫軍将軍の号を加えられた。526年（孝昌2年）、楊津は反乱討伐のため霊丘に入ったが、鮮于修礼が博陵で起兵して定州が危うくなると、やむなく引き返した。城下にいたったが、戦う態勢が整わず、楊津の率いる定州の軍は敗れた。楊津は定州（中山）の城内に入って、抗戦を続けた。衛尉卿に任じられ、鎮軍将軍・討虜都督の任を加えられ、吏部尚書・北道行台を兼ねた。楊津は反乱軍の元洪業・尉霊根・程殺鬼・潘法顕らに書状を送って、調略を図った。元洪業が鮮于修礼を殺害したが、杜洛周の反乱軍が引き続いて定州を包囲した。楊津は衛将軍の号を受け、開国県侯に封じられた。北魏の朝廷が救援を出せなかったため、楊津は長男の楊遁を柔然の阿那瓌のもとに派遣して救援を求めた。阿那瓌は従祖の吐豆発に騎兵1万を与えて進軍させたが、その先鋒が広昌に達したところで反乱軍に阻まれ、疑念を抱いた吐豆発は撤退してしまった。528年（武泰元年）、定州長史の李裔が反乱軍を城内に引き入れたため、楊津は捕らえられ、定州は陥落した。葛栄が杜洛周の反乱軍を併呑すると、楊津は引き続いて葛栄のもとで虜囚となった。同年（永安元年）、葛栄が爾朱栄に敗れると、楊津は解放されて、洛陽に帰った。
衛将軍・荊州刺史に任じられ、散騎常侍・都督荊州諸軍事の任を加えられた。楊津は定州州城を落とされた失敗に遠慮して固辞し、荊州に赴任しなかった。529年（永安2年）、吏部尚書を兼ね、車騎将軍・左光禄大夫の位を受けた。元顥が北進してくると、孝荘帝はこれを討つべく親征を計画し、楊津は中軍大都督・領軍将軍に任命された。しかし実際には親征はおこなわれず、孝荘帝は河内に逃亡し、元顥が洛陽に入った。元顥が敗北して洛陽から撤退すると、楊津は宮中に入って掃き清め、次男の楊逸に府庫を封印させ、各所を警備させた。孝荘帝が洛陽に帰還すると、楊津は邙山で帝を迎えた。まもなく司空となり、侍中の任を加えられた。
530年（永安3年）、爾朱栄が殺害されると、楊津は侍中・司空のまま都督并肆燕恒雲朔顕汾蔚九州諸軍事・驃騎大将軍・兼尚書令・北道大行台・并州刺史となり、北方の爾朱氏に対する対応にあたることとなった。楊津は鄴に赴いたが、部下の羽林は500人そこそこで、兵力は弱体であった。兵士を募集して、滏口から并州に入ろうとしたが、爾朱兆らはすでに洛陽を陥落させていた。相州刺史の李神らが連係を求めてきたが、楊津は従わなかった。楊津は次男の光州刺史楊逸や兄の子の東道行台楊昱らと協議して東方経略の作戦を立て、済州で黄河を渡ったが、すでに爾朱仲遠が東郡を落としていたため、作戦は遂行できず、むなしく洛陽に帰った。531年（普泰元年）7月、洛陽で殺害された。享年は63。532年（太昌元年）、都督秦華雍三州諸軍事・大将軍・太傅・雍州刺史の位を追贈された。諡は孝穆といった。

## 子女
- 楊遁（字は山才）
- 楊逸（字は遵道）
- 楊謐（字は遵和、太尉行参軍、員外散騎常侍、恒農伯・鎮軍将軍・金紫光禄大夫・衛将軍、晋陽で爾朱兆に殺害された）
- 楊岐
- 楊遵智
- 楊愔（字は遵彦）

## 伝記資料
- 『魏書』巻58 列伝第46
- 『北史』巻41 列伝第29
- 魏故太傅大将軍司空公雍州刺史楊公墓誌銘（楊津墓誌）